# Chu-Z
Chu-Z（チューズ）は、日本の女性アイドルグループ。PaniCrewのYOHEYのプロデュースにより、2012年7月21日より2024年8月4日まで活動。

## 概要
Chu-Z (チューズ)には、選ばれた・洗練されたという意味がある。王様のブランチでレポーター経験のあるあすか、アイドリング!!!10号・麻衣愛、Snapeeeの公式タレントなど、各方面で各々が磨いた個性を結集した6人組の女性グループ。
グループ内ユニットとして、あすか・KANA・ミクのSun-Chuと麻衣愛・LUNA・KAEDEのBling Bling Princessの2ユニットが存在する。Sun-Chuは2016年3月24日のワンマンライブをもって解散した。
ライブ活動がメインであるが、八王子駅南口徒歩3分の八王子ロマン地下にある八王子ミルクホール～みChuばち～にてメンバーが店員として働いていた。
八王子ミルクホールは2015年7月19日をもって閉店。原宿YELLOWに拠点を移す。
2020年、グループの正式名称を「Chaos Underground Zealot」（カオス・アンダーグラウンド・ジーロット）と改め、「Chu-Z」はこの略称と設定。

## 来歴
- 2012年
  - 7月21日 横浜BLITZでのイベント「ASIAN WIND-COOLCORE-」presents Color-i J-POP GIRLS SUMMER LIVE 2012にてライブデビュー。
  - 8月8日 八王子ミルクホールオープン
  - 10月20日 Chu-Zとしては初となる学園祭参加を富士大学にて行う。
  - 11月25日 慶應義塾大学での学園祭にもサークルイベント三田爆音に参加。
  - 12月1日 八王子にあるCLUB ZONEにて初のワンマンライブ。公式発表では200人以上の集客。
  - 12月26日 【Chu-petといっしょ～初音卒業スペシャル～】（八王子CLUB ZONE）にて初音卒業。以降6人体制となる。

- 2013年
  - 1月　吉田明加の担当カラーが「ホワイト」から「オレンジ」へ変更された。
  - 2月20日 新星堂から『Chu-Z my life』でCDデビュー。池袋アルパ店で行われた23日の握手会のCDの売り上げはAKB48を抜いて新星堂全国デイリーで1位だった。
  - 2月17日 海老名ビナウォークにて発売記念イベントを行う。
  - 3月19日 初のミニワンマンLIVEを渋谷DESEOにて行う。以後定期的にミニワンマンライブを行う。
  - 4月8日 ケーブルテレビJCNの「逸品刑事」でコーナー開始。
  - 7月9日 2ndシングルをChu-Z my live 2013(O-West）にて先行発売。新星堂池袋店での限定販売。
  - 9月4日 カカオトーク公式キャラクターとしてカカとも1万人キャンペーンを開始[3]。オリジナルスタンプ配布開始とともにカカとも人数が増加し、11月8日に1万人達成。
  - 10月30日 3rdシングルを発売。
  - 11月某日 テレビ朝日系列、おかずのクッキングにて「娘の手料理帖」を開始[4]。
  - 12月17日 O-Eastのワンマンライブにてメジャーデビューすることを発表。所属レーベルは日本コロムビア。

- 2014年
  - 2月20日 Chu-Z初となるLIVEツアーを東京・渋谷マウントレーニアホールで開催。同23日には名古屋・M.I.Dでライブを行う。
  - 4月4日 AKIBAカルチャーズ劇場にて金曜定期公演をグッドチョイス祭りとして開始。
  - 4月27日 ニコニコ超会議3に参加。
  - 5月13日 ナプラ60周年スペシャル企画“Dream Plus”のゲストとして日本武道館でGirls on The Runを披露。
  - 7月9日 メジャーデビューアルバム『Chu-Z My Music』でメジャーデビュー。オリコンデイリー最高4位、ウィークリー最高17位。
  - 8月30日 24時間テレビ37チャリティーライブに参加
  - 10月1日 メジャー1stシングル『ボンバスティック！』リリース。オリコンデイリー最高10位、ウィークリー最高16位。
  - 10月5日 品川ステラボールにて『Chu-Z My Live2014 ～Chu-Z トレイン品川ステラボールに停車Chu～』開催。
  - 10月12日 埼玉工業大学の秋桜祭内のNack5にて同レーベルのPaletと共にゲスト出演。
  - 11月25日 新宿BLAZEにて『Chu-Z My Live2014～チューズデイに新宿BLAZE抑えちゃいました！～』開催。

- 2015年
  - 1月3日 『おしょうがChuだよ！全員集合！』を品川クラブexで開催。ライブ後にファンを含めて「Brand Boy」のPV撮影を行う。
  - 2月11日 メジャー2ndシングル『花のアーチ/Brand Boy』リリース。オリコンデイリー最高3位、ウィークリー最高5位。また今作の発売に合わせ吉野家の店内BGMにおいて約1100店舗で二週間に渡り「花のアーチ」を100万回再生した。
  - 3月28日 羽田空港国際線ターミナルで開催されたHaneda International Anime Music Festivalに出演。
  - 4月5日 名古屋大須M.I.Dにて『オリコン5位ありがとう！～名古屋凱旋ワンマンライブChu♥～』開催。
  - 5月19日 DREAM PLUS 2015のゲストとして二年連続で日本武道館でGirls on The Runを披露。
  - 7月1日 メジャー3rdシングル『Tell me why～生まれてきた意味を知りたい～』リリース。オリコンデイリー最高5位、ウィークリー最高8位。
  - 10月26日 新宿BLAZEにて『Chu-Z My Live 2015〜新宿BLAZEに停車Chu〜』開催。

- 2016年
  - 1月23日 タイ・バンコクのセントラルワールドにて行われた『Tokyo Crazy Kawaii Bangkok』2日間参加。
  - 2月5日 この日放送されたKawaiian TV内にてイエロー担当あすかが3月24日の東名阪ツアー東京公演をもって卒業することを発表。
  - 3月9日 メジャーセカンドアルバム『Chu-Z My Selection』発売。オリコンデイリー最高13位、ウィークリー最高25位。
  - 3月21日 この日三井アウトレットパーク滋賀竜王にて行われた「Chu-Zスペシャルライブ」内にて4月より同所にて公開ラジオ放送開始を発表。
  - 3月24日 東名阪ツアー東京公演開催。本公演を以てあすかが卒業、以降5人体制になる。アンコール後MCにて7月3日の赤坂BLITZワンマン、10月に仙台、東京、名古屋、大阪、福岡での5大都市ツアー開催を発表。
  - 7月3日　Chu-Z My Live 2016 ～赤坂BLITZに停車Chu～開催。EC2内のMCにて日本コロンビアからテイチクエンタテイメントのインペリアルレコードに移籍、10月に移籍後初のCDリリースすることを発表。またEC1前にChu-Zオーデション受験者からChu-Zメンバー候補者3名を発表。候補者は信澤明日香、宇都宮茉優、平本穂乃美の3名[5]。
  - 8月5日　『1/4の胸の衝動』発売。都内のTSUTAYAにて定期的にイベントを行っていくことを発表する。
  - 8月31日　この日を以って、Showroomの配信『Chu-Z my room』が終了。
  - 9月14日　AbemaTVとニコニコ生放送による『次世代王道アイドル Chu-Zです！』を隔週水曜で配信開始。
  - 10月2日　五大都市ツアー初日の仙台公演にて候補生であったMAYUとHONOMIが正規メンバーに昇格。
  - 12月9日  DMMオンラインのChu-Zサロンクラブにて麻衣愛が1月20日を以ってChu-Zを卒業することを発表。

- 2017年
  - 1月20日 TSUTAYA O-WESTでのライブを最後に麻衣愛が卒業[6]。
  - 3月13日 新宿BLAZEにて行われたグッドチョイス祭りにて新メンバー双葉お披露目。2012年以来の7人体制になる。
  - 3月26日 この日の公開収録を以って2016年4月から一年続いた三井アウトレットパーク滋賀竜王でのM♪ON Parkが最終回を迎える。
  - 6月21日 テイチク移籍後二枚目のシングル『指輪の行方』リリース。オリコンデイリー最高14位。オリコン週間最高27位。
  - 9月9日　双葉加入後、７人体制初のワンマンライブChu-Z My Live 2017 ～竹芝ニューピアホールに停車Chu～を開催。
  - 11月4日 大阪観光大学学園祭に出演

- 2018年
  - 1月14日 Nagoya ReNY Limitedにて東名阪Ⅴ字回復ツアー名古屋公演を開催。
  - 1月20日 OSAKA MUSEにて東名阪Ⅴ字回復ツアー大阪公演を開催。
  - 2月8日 新宿ReNYにて東名阪Ⅴ字回復ツアー東京公演を開催。
  - 2月23日 表参道GROUNDの定期公演後、HONOMIが休養するとの発表。
  - 3月21日 テイチク移籍後三枚目のシングル『Gonna be alright』リリース。オリコンデイリー最高13位。オリコン週間最高18位。
  - 4月3日　体調不良により休養中のHONOMIがこの日を以ってChu-Zを脱退。
  - 6月29日　新曲「パリロッ！」、OTODAMA RECORDSに移籍、新メンバー萌の加入を発表。
  - 7月4日　隔週定期公演にて新メンバー萌のお披露目。
  - 8月19日　ell.FITS ALL東名阪仙ツアー名古屋公演を開催。
  - 9月2日　阿倍野RockTownにて東名阪仙ツアー大阪公演を開催。
  - 9月17日　仙台Club JunkBoxにて東名阪仙ツアー仙台公演を開催。
  - 9月22日　双葉の担当カラーが「青」から「ピンク」へ変更された。
  - 9月25日　浅草ゆめまち劇場東名阪仙ツアー東京公演を開催。
  - 10月3日　OTODAMA移籍後第一弾シングル『パリロッ！』リリース。オリコンデイリー最高5位。オリコン週間最高10位。
  - 11月4日　マイナビBRITZ赤坂にてChu-Z My Live 2018〜マイナビBLITZ赤坂に停車Chu♡〜を開催。
  - 12月29日　ベトナム、ホー・チ・ミンにて行われた『ジャパンベトナムスポーツ＆カルチャーフェスティバル 'KIZUNA'』に二日間出演。

- 2019年
  - 4月24日　東京CuteCuteから西萌葉、春日佳奈子が移籍、新メンバー 雅(みやび)を加えて10人体制になり5月24日から始動すると発表。西萌葉（東京CuteCuteで赤担当）の加入に伴い、加奈の担当カラーが「赤」から「パッションレッド」となる。
  - 5月2日　雅、「Chu-Zのパフォーマンスレベルについていくことが出来ない為、メンバーとしての活動を断念したい」との理由で脱退。

- 2020年
  - 4月1日　メンバーの担当カラー変更。加奈は「パッションレッド」から「青」へ、楓は「グリーン」から「ブラック」へ。
  - 9月27日 この日をもって吉田明加の卒業を発表。同時に、11月18日に春日かなこ卒業、新メンバー真菜が加入することも発表された。

- 2021年
  - 2月28日 真菜、一身上の都合により脱退。
  - 12月27日 萌、「Chu-Zオンライン定期公演」をもって卒業。

- 2022年
  - 3月10日　MAYU、重大な契約違反が認められた為除籍処分、事務所を解雇となる。
  - 4月23日　楓の担当カラーが「ブラック」から「グリーン」へ変更された。

- 2024年
  - 3月4日　活動休止を発表。
  - 8月4日　代々木公園 野外ステージでラストライブ「Chu-Z My Live 2024 〜終着駅に停車Chu♡〜」を開催し活動休止した。

## メンバー
一人ひとりにイメージカラーが割り当てられている。
| カラー   | 名前                | 生年月日               | 出身     | キャッチフレーズ                 | 趣味・特技 |
| -------- | ------------------- | ---------------------- | -------- | -------------------------------- | --- |
| 紫       | 留奈（るな）        | 1992年12月2日（32歳）  | 愛知県   | キューティーリップ担当           | 歌う・洋楽・スポーツ・ショッピング・美容・料理                                                                               |
| 青       | 加奈（かな）        | 1993年7月25日（31歳）  | 埼玉県   | パワフルパッションガール         | 健康美グラビア・踊ってみた・ハロプロ ベストボディ・ジャパン2021日本大会準GP 2024年9月にRIZIN FIGHTING FEDERATIONの広報に転身 |
| グリーン | 楓（かえで）        | 1993年10月26日（31歳） | 神奈川県 | ダンスエスカルゴ                 | ダンス・レゲエ・ヘッドスピン                                                                                                 |
| ピンク   | 双葉（ふたば)       | 1996年6月5日（29歳）   | 埼玉県   | 推して悔いなし、天下無双の神対応 | 萌え声・漫画・アニメ鑑賞 |
| 赤       | 西萌葉（にしもえは) | 1997年9月17日（27歳）  | 神奈川県 | オシャレ番長                     | K-POP・ファッション |

元メンバー
| カラー       | 名前                         | 生年月日               | 出身     | キャッチフレーズ                | 趣味                                                       |
| ------------ | ---------------------------- | ---------------------- | -------- | ------------------------------- | ---------------------------------------------------------- |
| ピンク       | 麻衣愛（まいあ）             | 1988年8月14日（36歳）  | 東京都   | Going my way マイペースリーダー | 英会話・歌うこと・温泉・音楽観賞・読書・スープ料理         |
| イエロー     | あすか（あすか）             | 1989年12月28日（35歳） | 北海道   | 愛しのマイナスイオン            | 映画鑑賞・食事                                             |
| ライトブルー | 初音（はつね）               | 1993年1月9日（32歳）   | 大分県   | ナチュラルボーンハーフ          | ヘアメイク・フィギュア集め                                 |
| ゴールド     | HONOMI（ほのみ)              | 1997年11月5日（27歳）  | 神奈川県 | ホノミンスマイル                | ダンス・ギター・ヘアアレンジ                               |
| オレンジ     | 吉田明加（よしだみく）       | 1994年3月16日（31歳）  | 京都府   | パールプリンセス                | 縄跳び・お菓子作り・正拳突き                               |
| 白           | 春日かなこ（かすがかなこ)    | 2002年11月23日（22歳） | 神奈川県 | 国宝級のピュアガール            | アニマックスをみること・食べ物の成分表を検索すること・口笛 |
| 緑           | 真菜（まな)                  | ????年7月22日          | 埼玉県   |                                 | ダンス・カクテル作り・アニメ鑑賞・映画鑑賞・読書・漫画     |
| 黄色         | 萌（もえ)                    | 2000年3月11日（25歳）  | 大阪府   | 末っ子モンスター                | ルービックキューブ・ダンス                                 |
| シルバー     | レボリューションMAYU（まゆ） | 1996年6月19日（29歳）  | 京都府   | マユレボリューション            | ジャグリング・ダンス・MARVEL                               |

## 作品

### インディーズ

#### シングル
| 枚  | 発売日         | タイトル         | 形態 | 収録曲 |
| --- | -------------- | ---------------- | ---- | --- |
| 1st | 2013年2月20日  | Chu-Z My Life    | CD   | 1. Choose My Life【作詞・作曲・編曲:小田桐ゆうき】 2. breaking now【作詞・作曲・編曲:Carlos K.】 3. キラキラ未来☆【作詞・作曲・編曲:小田桐ゆうき】 |
| 2nd | 2013年7月10日  | Chu me now!!     | CD   | 1. Chu me now!!【作詞・作曲・編曲:小田桐ゆうき】 2. Bow Wow【作詞・作曲・編曲:小田桐ゆうき】                                                       |
| 3rd | 2013年10月30日 | a.no.ne          | CD   | 1. a.no.ne【作詞・作曲・編曲:小田桐ゆうき】 2. Fly High【作詞・作曲・編曲:Carlos K.】                                                              |
| 4th | 2015年12月1日  | ギミアチャンス！ | CD   | 1. ギミアチャンス！【作詞・作曲・編曲:井手コウジ】 2. 名もなき花達よ【作詞・作曲・編曲:井手コウジ】                                                |
| 5th | 2016年8月5日   | 1/4の胸の衝動    | CD   | 1. 1/4の胸の衝動【作詞・作曲・編曲:井手コウジ】 2. タイムカプセル【作詞・作曲・編曲:平間あきひこ】                                                 |

### メジャー

#### シングル
| 枚                           | 発売日                 | タイトル                                         | 形態 | 収録曲 | ディリー最高位         | 週間最高位             |
| 日本コロムビアレーベル       | 日本コロムビアレーベル | 日本コロムビアレーベル                           | 日本コロムビアレーベル                                                                                      | 日本コロムビアレーベル | 日本コロムビアレーベル | 日本コロムビアレーベル |
| ---------------------------- | ---------------------- | ------------------------------------------------ | --- | --- | ---------------------- | ---------------------- |
| 1st                          | 2014年10月1日          | ボンバスティック！                               | - Type A CD＋DVD - Type B CD (＋おねがいスコール/Sun-Chu） - Type C CD (＋iya iya iya/Bling Bling Princess) | 1. ボンバスティック【作詞・作曲・編曲:井手コウジ】 2. Direct to U【作詞・作曲・編曲:小田桐ゆうき】 | 10                     | 16                     |
| 2nd                          | 2015年2月11日          | 花のアーチ/Brand Boy                             | - Type A CD - Type B CD - Type C CD                                                                         | 1. 花のアーチ【作詞 加賀爪タッド・作曲 Carlos K.・加賀爪タッド 編曲 Carlos K.】 2. Brand Boy【作詞 GACKY/森垣直也・作曲 アサイリョウタ/GACKY/森垣直也】 | 3                      | 5                      |
| 3rd                          | 2015年7月1日           | Tell me why 生まれて来た意味を知りたい/＃PANAiii | - 通常盤 CD - イベント会場限定盤 CD/全6種                                                                   | 1. Tell me why 生まれて来た意味を知りたい【作詞 つんく・作曲 つんく・編曲 平田祥一郎】 2. ＃PANAiii【作詞・作曲・編曲：小田桐ゆうき】 | 5                      | 8                      |
| インペリアルレコードレーベル |                        |                                                  | | |                        |                        |
| 1st                          | 2016年11月23日         | まだ君が好きで                                   | - 初回限定版 A CD＋DVD - 初回限定版 B CD＋DVD - 通常版 CD                                                   | 1. まだ君が好きで【作詞 JuliShono・作曲 Carlos K.・FUNK UCHINO 編曲 Carlos K.】 2. Meow【作詞・作曲・編曲:井手コウジ】 3. Keep Me Out Of Heaven【作詞・作曲・編曲:井手コウジ】 | 38                     | 79                     |
| 2nd                          | 2017年6月21日          | 指輪の行方                                       | - 初回限定版 CD＋DVD - 通常版 CD                                                                            | 1. 指輪の行方【作詞 Gizmo(Jam9)・作曲 ArmySlick・Gizmo 編曲 ArmySlick】 2. Let's Get The Party Started【作詞・作曲 KENGO(Vanir), HILOMU・編曲:KENGO】 3. Luck of Force【作詞・作曲・編曲:井手コウジ】 | 14                     | 27                     |
| 3rd                          | 2018年3月21日          | Gonna be alright!                                | - 初回限定版 CD＋DVD - 通常版 CD                                                                            | 1. Gonna be alright【作詞 ・作曲:LUNA 編曲:KENGO/HILOMU】 2. アナタノココロ【作詞 ・作曲:LUNA 編曲:KENGO】 3. Can U get Da "C"【作詞・作曲・編曲:井手コウジ】 | 13                     | 18                     |
| OTODAMA RECORDSレーベル      |                        |                                                  | | |                        |                        |
| 1st                          | 2018年10月3日          | パリロッ！                                       | - 通常盤(A〜Eタイプ)                                                                                        | 1. パリロッ！【作詞・作曲・編曲:井手コウジ】 2. 美炭酸ラバー【作詞 ・作曲:LUNA 編曲:天才凡人】 - A-type I’m READY【作詞 ・作曲:LUNA 編曲:久石真音】 - B-type 並行世界のハロウ・グッドバイ 【作詞・作曲・編曲:井手コウジ】 - C-type 1/4の胸の衝動 【作詞・作曲・編曲:井手コウジ】 - D-type ボーダーライン【作詞 ・作曲:LUNA 編曲:TAXI】 - E-type LOVE☆PARADE【作詞・作曲・編曲:井手コウジ】 | 5                      | 10                     |

#### アルバム
| 枚                     | 発売日                 | タイトル               | 形態 | 収録曲 | ディリー最高位         | 週間最高位             |
| 日本コロムビアレーベル | 日本コロムビアレーベル | 日本コロムビアレーベル | 日本コロムビアレーベル                                                                                   | 日本コロムビアレーベル | 日本コロムビアレーベル | 日本コロムビアレーベル |
| ---------------------- | ---------------------- | ---------------------- | --- | --- | ---------------------- | ---------------------- |
| 1st                    | 2014年7月9日           | Chu-Z My Music         | - Type A CD＋DVD - Type B CD (＋Brand New Days/Sun-Chu） - Type C CD (＋LUCKY☆STAR/Bling Bling Princess) | 1. IROHA MUSIK【作詞・作曲・編曲:井手コウジ】 2. Summer Dreamer【作詞・作曲・編曲:小田桐ゆうき】 3. Fly High【作詞・作曲・編曲:Carlos K.】 4. Chu me now!!【作詞・作曲・編曲:小田桐ゆうき】 5. キラキラ未来☆【作詞・作曲・編曲:小田桐ゆうき】 6. a.no.ne【作詞・作曲・編曲:小田桐ゆうき】 7. Bow Wow【作詞・作曲・編曲:小田桐ゆうき】 8. GIRLS ON THE RUN【作詞・作曲・編曲:小田桐ゆうき】 9. Choose My Life【作詞・作曲・編曲:小田桐ゆうき】 | 4                      | 17                     |
| 2nd                    | 2016年3月9日           | Chu-Z My Selection     | CDのみの一形態のみ                                                                                       | 1. ボンバスティック！【作詞・作曲・編曲:井手コウジ】 2. Brand Boy【作詞：GACKY、森垣直也 作曲・編曲：アサイリョウタ、GACKY、森垣直也】 3. One's life【作詞・作曲・編曲:Carlos K.】 4. #PANAiii【作詞・作曲・編曲:小田桐ゆうき】 5. 花のアーチ【作詞：加賀爪タッド 作曲：Carlos K.、加賀爪タッド 編曲：Carlos K.】 6. フェイバリット・スマイル【作詞・作曲・編曲:井手コウジ】 7. Direct to U【作詞・作曲・編曲:小田桐ゆうき】 8. Tell me why～生まれて来た意味を知りたい～【作詞・作曲：つんく 編曲：平田祥一郎】 9. 夢で逢いましょう【作詞・作曲・編曲：Akira Sunset ＆ Carlos K.】 10. My Special【作詞・作曲・編曲:小田桐ゆうき】 11. ワガママ【作詞・作曲:LUNA 編曲：LUNA ＆ 貝塚翔太朗】 | 13                     | 25                     |

## 出演

### テレビ

#### レギュラー番組
- 王様のブランチ （2012年4月7日-2013年12月21日、TBS）- あすか
- 逸品刑事 （2013年4月-2014年3月、JCN）
- ミュージック☆ジョッカー （2014年2月9日-2014年3月、スカパー216ch）- あすか
- Chef〜三ツ星の給食〜 (2016年10月13日-) -KANA
- アイドルゾーン20時（2019年4月2日‐6月28日、TOKYO MX2）木曜アシスタント、MAYUのみ[8]

#### CM
「そおですね体操」-吉田明加

#### 単発
- あいどる☆一番星 （2012年9月15日、2013年1月12日、Music Japan TV）
- モヤモヤさまぁ～ず2 （2013年12月8日、テレビ東京）
- スーパーJチャンネル （2014年1月3日、テレビ朝日）
- ミューサタ（2014年7月11日-25日、フジテレビ）
- ミュージックドラゴン（2014年10月3日、日本テレビ）
- アイドルお宝くじ（2014年10月3日、10日、テレビ朝日）
- プレミアMelodiX!（2015年2月2日、テレビ東京）（2月度エンディングテーマにも採用）
- ライブB♪（2015年6月30日、TBS）
- 住んでる人が見たい！世界の超！絶景ハウス５（2015年12月28日、テレビ東京）－吉田明加
- What is Chu-Z（2016年5月31日、TOKYO MX）
- 全力坂 (2016年10月18日、24日）-KANA
- バズリズム （2018年9月21日、日本テレビ）

### 映画
- シンデレラゲーム(2016年10月1日-14日、TCエンタテイメント） -吉田明加

### 舞台
- KARMA そで触れ合うも多生の縁 (2018年7月5日-7日、アドプランニング、Theater 新宿 STAR FIELD） -吉田明加

・3月28日〜3月30日 
舞台「カーテンコール」吉田明加 メイ役

### ラジオ

#### レギュラー番組
- Chu-Zの天下盗ったる！（2012年10月-2013年3月、WALLOP）不定期
- Chu-式計算ドリル（2014年1月4日-2015年12月18日、東海ラジオ）
- アイドル3(2016年1月1日-2024年7月、東海ラジオ「東海ラジオミッドナイトスペシャル　―金シャチ劇場―」内）
- 三井アウトレットパーク滋賀竜王presents M♪ON PARK（2016年4月7日-2017年3月30日、FM滋賀）

#### 単発
- PaniCrew×Double Trouble (2012年11月16日、23日、東海ラジオ)
- ミッドナイトスペシャル （2012年7月27日、8月3日、東海ラジオ）
- 峰竜太のミネスタ （2013年7月10日、ラジオ日本）
- だめだめラジオ 天使のお言葉 （2014年2月15日、NHKラジオ第一）- KAEDE・ミク

### 雑誌
- BOMB（2015年2月9日、学研）
- MARQUEE（2015年2月10日、星雲社）

### Web
- AKASAKA合衆国 （2012年10月6日、DMM.com）
- デ☆ビューCh （2012年7月17日放送、@TV）
- Chuから始まるChu-Z night 〜Chuいてこい〜 （2013年4月11日-9月19日、北参道放送局）
- Chu-Z My Room （2014年－2016年8月31日、SHOWROOM）
- とれたてChu-ZのYou Chu-Z　(2015年-2016年3月19日、Kawaiian TV)
- 次世代王道アイドルChu-Zです！　(2016年9月14日-、FRESH LIVE)
- 矢口真里の火曜The NIGHT（2019年7月10日、AbemaTV）

### タイアップ
- stac/カカオトーク
- チョビスケ/森永製菓 - 麻衣愛、KANA、ミク
- biwa桜 - ミク
- 牛皿専門店『牛皿一丁』/吉野家 - ミク
- JINS花粉CUT/ジェイアイエヌ - KANA
- 曽於市ふるさと納税応援応援動画 - ミク

## 主なイベント出演
- Color-i J-POP SUMMER LIVE 2012 （2012年7月21日、横浜BLITZ）デビューライブ
- ロマン地下一周年記念～Chu-Zワンマンライブで祝ってみた♡～ （2012年12月1日、八王子クラブZONE）初のワンマンライブ
- Chu-petといっしょ～初音卒業スペシャル～ （2012年12月26日、八王子クラブZONE）初音の卒業式
- 東京オートサロン2013 （2013年1月11日-13日、幕張メッセ）
- Chu-Z初ミニワンマンライブ （2013年3月19日、渋谷DESEO）
- 夢に向かって爆進Chu （2013年4月18日、5月14日、6月18日、7月23日、8月13日、9月24日、11月12日、2月4日、表参道GROUND）（2013年10月22日、上野BRASH）（2013年12月3日、2014年1月25日、小岩オルフェウス）
- 栄ミナミ音楽祭2013 （2013年5月12日、名古屋矢場町付近特設ステージ）
- ウタ娘スーパーライブ2013（2013年5月26日、新木場STUDIO COAST）』[9]
- ツギクルアイドルナイト （2013年6月20日、原宿ヒミツキチオブスクラップ）
- 渋谷ぶっ飛び!!ガールズ祭り2013（2013年7月1日渋谷、O-EAST）[10]
- Chu-Zミニワンマンライブ（2013年7月7日、亀戸サンストリート）[11][12][13][14]
- Chu-Z My Live 2013~Chu-ZトレインO-Westに停車Chu♡~ （2013年7月9日、Shibuya O-WEST）
- 京都アイドルシティフェスタ2013  (2013年7月21日、KBSホール）
- a-nation island & stadium fes.2013（2013年8月10日）[15][16][17]
- Chu-Zワンマンライブ～Seven Color Rainbow@Future SEVEN～ （2013年9月22日、Future SEVEN）
- A♥PARTY!!」LOVE,PEACE＆RESPECT＠東京ラーメンショー（2013年11月24日、駒沢公演）[18]
- Chu-Zミニワンマンライブ（2013年11月12日、表参道GROUND）[19][20]
- Aeon Dream Gate Fes （2013年12月4日、幕張メッセ）
- 日台友好フェス （2013年12月6日-8日、高雄、台湾）
- Chu-Z My Live 2013~Chu-ZトレインO-Eastに停車Chu♡~ （2013年12月17日、Shibuya O-EAST）[21][22][23]
- IDOL CONTENT EXPO〜新年お年玉ライブ〜（2014年1月31日、AKIBAカルチャーズ劇場）[24][25]
- タムロンCP＋2014 （2014年2月13日-15日、パシフィコ横浜）-あすか
- Chu-Z My Live 2014～Chu-ZトレインツアーChu～ （2014年2月20日、渋谷Mt.RAINIER Hall/2月23日、名古屋Live Hall M.I.D）Chu-Z初の2大都市ツアー
- ニコニコ超会議（2014年4月27日、幕張メッセ）
- 栄ミナミ音楽祭2014（2014年5月10日、もちの木広場、松坂屋本館前）
- ナプラ60周年スペシャル企画“Dream Plus” （2014年5月13日、日本武道館）
- Chu-Zワンマンライブ 〜名古屋はLUNAの出身地☆〜（2014年7月26日、HeartLand STUDIO）
- 24時間テレビ37チャリティーライブ（2014年8月30日、愛知・岐阜各所）
- Chu-Z My Live2014 ～Chu-Zトレイン品川ステラボールに停車Chu～（2014年10月5日、品川ステラボール）
- TIMM SHOWCASE LIVE(Anison-Idol Night)（2014年10月21日、Zepp Diversity Tokyo）
- AKASAKA HALLOWEEN 2014「アイドル×お笑い・ハロウィン」（2014年11月1日、赤坂BLITZ）[26]
- Chu-Z My Live2014～チューズデイに新宿BLAZE抑えちゃいました！～ （2014年11月25日、新宿BLAZE）
- 世界の仲間と歌おう第4回国際紅白歌合戦（2014年11月29日、国立オリンピック記念青少年総合センター）
- おしょうがChuだよ！全員集合！（2015年1月3日、品川クラブex）
- 新星堂iPopステーションライブpresents Japan Idol Festival2015（2015年1月25日、新宿BLAZE）[27]
- HANEDA INTERNATIONAL ANIME MUSIC FESTIVAL（2015年3月28日、羽田空港国際線ターミナル）
- オリコン5位ありがとう！～名古屋凱旋ワンマンライブChu❤～（2015年4月5日、大須M.I.D）
- Dream Plus 2015 (2015年5月19日、日本武道館）
- YATSUI FESTIVAL! 2015 (2015年6月21日、TSUTAYA O-EAST)
- KASHIWAマラソン2015 (2015年10月10日、柏の葉公園）
- Chukyo Oasis Live 2015 (2015年10月12日、オアシス21銀河の広場）
- アイドルフェスinスポーツ・オブ・ハート2015 (2015年10月17・18日、代々木第二体育館)
- Viet Nam Festival 2015 in TOHOKU (2015年10月25日、イオンスーパーセンター栗原志波姫店）
- Chu-Z My Live 2015〜新宿BLAZEに停車Chu〜 (2015年10月26日、新宿BLAZE）
- 日本女子博覧会 (2015年11月1日、インテックス大阪）
- 「UBUGOE 〜voice of comedy〜」vol.8 年末SP～Returns!!～(2015年12月16日、かめありリリオホール）－あすか
- Tokyo Crazy Kawaii Bangkok（2016年1月23・24日、セントラルワールドプラザ、バンコク、タイ）
- Chu-Zワンマンライブ東名阪ツアー ～トウメイサカツアー開催Chu～名古屋公演(2016年3月5日、大須MID)
- Chu-Zあすかpresentsありがとう公演(2016年3月15日、代官山UNIT)
- Chu-Zワンマンライブ東名阪ツアー ～トウメイサカツアー開催Chu～大阪公演(2016年3月20日、江坂MUSE)
- Chu-Zワンマンライブ東名阪ツアー ～トウメイサカツアー開催Chu～東京公演(2016年3月24日、TSUTAYA O-West)
- Chu-Z My Live 2016 ～赤坂BLITZに停車Chu～ （2016年7月3日、赤坂BLITZ）
- 24時間テレビ39チャリティーライブ（2016年8月28日、愛知県各所）
- Chu-Zの5大都市ツアー2016 ～ 五大都市ツアー開催Chu ～仙台公演（2016年10月2日、仙台MACANA）
- Chu-Zの5大都市ツアー2016 ～ 五大都市ツアー開催Chu ～福岡公演（2016年10月8日、小倉あるあるCity）
- Chu-Zの5大都市ツアー2016 ～ 五大都市ツアー開催Chu ～名古屋公演（2016年10月9日、大須M.I.D）
- Chu-Zの5大都市ツアー2016 ～ 五大都市ツアー開催Chu ～大阪公演（2016年10月10日、江坂MUSE）
- Chu-Zの5大都市ツアー2016 ～ 五大都市ツアー開催Chu ～東京公演（2016年10月15日、TSUTAYA O-EAST）
- Chu-Z麻衣愛卒業スペシャル〜リーダーだけど、まーいーやぁー！（2017年1月20日、TSUTAYA O-WEST）
- Tokyo Crazy Kawaii × Girl'sBomb!!（2017年2月11・12・13日、セントラルワールドプラザ、バンコク、タイ王国）
- グッドチョイス祭り2017 -SPRING-（2017年3月13日、新宿BLAZE）
- 野音SUPER IDOL SHOW in ふるさと応援祭2017（2017年5月6・7日、日比谷公園 野外小音楽堂）
- グッドチョイス祭り2017～みんなで騒ごう！真夏の大フィーバーSP～（2017年7月29日、ビックファン平和島）
- Yoh!FES.2017–GEKI AGE☆SUMMER–（2017年8月13日、duo MUSIC EXCHANGE）
- Chu-Z My Live 2017〜竹芝ピアホールに停車Chu♡〜（2017年9月9日、竹芝ニューピアホール）
- 大阪観光大学学園祭(2017年11月4日、大阪観光大学）
- Chu-Z東名阪Ⅴ字回復ツアー　名古屋公演(2018年1月14日、Nagoya Reny Limited）
- Chu-Z東名阪Ⅴ字回復ツアー　大阪公演(2018年1月20日、Osaka MUSE）
- Chu-Z東名阪Ⅴ字回復ツアー　東京公演(2018年2月8日、新宿Reny）
- 日本女子プロ野球　愛知ディオーネVS埼玉アストライア　公式戦(2018年4月30日、一宮市営球場）
- アイドル横丁夏まつり!!〜2018〜(2018年7月8日、横浜赤レンガ倉庫)
- SEKIGAHARA IDOL WARS 2018〜関ケ原唄姫合戦〜 (2018年7月21、22日、桃配運動公園場)
- @JAM EXPO 2018(2018年8月25日、横浜アリーナ)
- Chu-Z東名阪仙ツアー　名古屋公演(2018年8月19日、ell.FITS ALL）
- Chu-Z東名阪仙ツアー　大阪公演(2018年9月2日、阿倍野RockTown）
- Chu-Z東名阪仙ツアー　仙台公演(2018年9月17日、仙台CLUB JunkBox）
- Chu-Z東名阪仙ツアー　東京公演(2018年9月25日、浅草ゆめまち劇場）
- Chu-Z My Live 2018〜マイナビBLITZ赤坂に停車Chu♡〜(2018年11月4日、マイナビBRITZ赤坂）

### メンバーTwitter
- LUNA (@Chu_Z_Luna) - X（旧Twitter）
- KANA (@Chu_Z_kana) - X（旧Twitter）
- KAEDE (@Chu_Z_kaede) - X（旧Twitter）
- 双葉 (@Chu_Z_futaba) - X（旧Twitter）
- 西萌葉 (@Chu_Z_moeha) - X（旧Twitter）

### メンバーブログ
アメーバブログ
- 麻衣愛公式blog リーダーにゃんにゃんの掟:
- あすか公式blog やがて点は線になる:
- LUNA公式blog 気持ちはL.A　掴み取れアメリカンドリーム:
- KANA公式blog いくぜ!!武道館!!:
- KAEDE公式blog でんでんのアイドル脱落日記!:
- MIKU公式blog 京都は日本の首都なのだ☆:
- MAYU公式blog レボシューション
- HONOMI公式blog ほのみんすまいる？？
- 双葉公式blog FTB65カマします♡
- 萌公式blog 浪速のアイドル萌やねんっ♡
- 西萌葉公式blog 萌えないけど燃えるブログ
- Chu-Z真菜オフィシャルブログ「GROOVE×VIBES=MANACHI」

ダイアモンドブログ
- 麻衣愛公式blog 麻衣愛's Diary:
- LUNA公式blog　今日も一日頑張るーちゃん:
- KANA公式blog かなぴょんのパワフルパッションライフ:
- KAEDE公式blog 我でんSTYLE:
- MIKU公式blog きゃぴLIFE: